# 劉弘 (西晋)
劉 弘（りゅう こう、青龍4年（236年） - 光熙元年（306年））は、中国西晋時代の将軍・政治家。字は叔和、或いは和季。沛国相県の人。祖父は後漢の揚州刺史劉馥。父は魏の鎮北将軍劉靖。乱を鎮圧して荊州を安定に導き、大いに治績を上げて民衆に慕われた。

## 生涯

### 武帝との修好
才幹があって謀略に長けており、政治の才能があった。幼い頃に洛陽へ移り住み、後に西晋を興す司馬炎と同じ永安里に居住していた。司馬炎とは同い年であったので、共に学問を励んで親交を深めたという。
成長すると仕官し、旧恩により司馬炎から抜擢を受けて太子門大夫となった。さらに昇進して率更令となり、後に太宰長史に移った。
時期は不明だが車騎将軍羊祜の参軍に任じられ、羊祜からは「我の後には君がその地位に至るだろう」と称賛された。

### 幽州へ出鎮
朝政の第一人者である張華は劉弘を高く評価し、寧朔将軍・仮節・監幽州諸軍事・領烏桓校尉に任じて幽州の統治を命じた。劉弘は幽州に赴任すると、甚だ威光と恩恵をもって統治に当たったので、盗賊は姿を潜めるようになった。これにより幽北で賞賛を受け、勲功・徳望が共に立派であった事から、宣城公に封じられた。

### 張昌討伐
太安2年（303年）、蛮族の張昌が江夏で挙兵すると、使持節・南蛮校尉・荊州刺史に任じられ、前将軍趙驤らを率いて張昌討伐に向かった。方城から出発して宛・新野まで進軍すると、迎え撃って来た賊軍を尽く平定した。
同年、新野王司馬歆が樊城で張昌に敗れて殺されると、朝廷は劉弘を司馬歆の後任として鎮南将軍・都督荊州諸軍事に任じ、これまでの官爵は以前通りとした。
6月、劉弘は南蛮長史陶侃を大都護に、参軍蒯恒を義軍督護に、牙門将皮初を都戦帥に任じ、襄陽に進撃させた。張昌は兵を結集して趙驤が守る宛を包囲し、趙驤軍を撃破した。その為、劉弘は軍を退いて一旦梁城に駐屯した。その後、劉弘は陶侃・蒯桓・皮初に兵を与えて竟陵に駐屯していた張昌を攻撃させると、陶侃らは幾度も張昌を破って数万の首級を挙げた。范陽王司馬虓は荊州占領を目論んでいたので、劉弘が梁城に退いたのを知ると、長水校尉張奕を派遣して荊州に入らせた。劉弘は荊州に帰還したが、張奕は譲ろうとせずに兵を派遣して劉弘の進軍を拒んだので、劉弘は軍を派遣して張奕を撃破し、その首級を挙げた。こうして劉弘は荊州の官府に到着すると、張昌はこれを大いに恐れて逃亡を図り、その兵は尽く降伏した。劉弘は朝廷に上表し、宛城を一度失陥した事と、上表せずに張奕を処断した事を謝罪した。朝廷は詔を下し、宛で敗れたのは趙驤の責任であるとし、張奕を討ったのも正義の行いであるとして罪には問わなかった。後に張昌が下雋山に入ると、劉弘は軍を派遣してその討伐に当たり、張昌を討ち取ってその配下を皆降伏させた。こうして荊州は平定された。

### 荊州を統治
当時、兵難が相次いでいた事により荊州の官員は多数欠員となっていたので、劉弘はこれを補充する様要請すると、朝廷により認められた。劉弘は徳による政治を根幹とし、才能に応じて官職を授けたので、人々はこれを大いに賞賛した。また、農業・養蚕を推奨して刑罰を緩和し、また賦役を省いたので、百姓は従来の1年分の税で数年分を賄うことが出来、皆これを喜んだ。
また、劉弘は上表し、張昌の乱平定に貢献した者や荊州の名士を取り立てる様要請し、皮初を襄陽郡太守に、陶侃を荊州府行司馬に、蒯恒を山都令に、漂郷令虞潭を醴陵令に、南郡廉吏仇勃を帰郷令に、尚書令史郭貞を信陵令に任じる様、申し述べた。朝廷は詔を下し、襄陽は名郡であった事から皮初を太守とするのは認めず、前の東平郡太守夏侯陟を襄陽郡太守に任じ、その他の任官については劉弘の意見に従った。夏侯陟は劉弘の娘婿に当たったが、劉弘は配下の者に文章を下して「天下を統率する者というのは、天下と心を一つにすべきである。一国を教え導く者は、一国を任せられる者でなくてはならない。もし必ず親族を用いるべきであるとするならば、荊州10郡は10人の婿がいれば政治を安定させることができるというのか」と述べ、この措置に疑問を示した。さらに、朝廷に上表して改めて皮初の勲功を申し述べたので、朝廷も遂にこれを認めた。
永安元年（304年）1月、蜀の地では巴氐族の李雄が乱を為しており、益州刺史羅尚はこれに度々敗れた。その為、羅尚は使者を派遣して劉弘に危機的状況にある事を伝え、軍糧を供給するよう求めた。劉弘は返書してこれに応じようとしたが、州府主簿は益州まで運搬するには道が遠く、また荊州の物資も乏しい事から、零陵の米五千斛だけを羅尚に送ることを提案した。これに対し劉弘は「諸君はこの事を良く考えていない。天下は1つの家と同様であり、互いに区別など無いのだ。今、我がこれを助けることは、すなわち西顧の憂いを無くすことにつながるのだ」と言い、零陵の米三万斛を羅尚に与えた。羅尚はこれを頼りにとし、抗戦を継続する事が出来た。また、後に劉弘は治中何松に命じ、建平・宜都・襄陽の3郡の兵を与えて巴東を守らせ、羅尚の援護をさせた。
巴蜀の動乱により、当時の荊州には10万戸余りの民が流入してきており、長旅により困窮して多くが盗賊に身を落としていた。劉弘は彼らに田種と糧食を与え、才能に応じて官吏に登用した。
この頃、朝廷は張昌平定の功績を称え、劉弘を侍中・鎮南大将軍に任じ、開府儀同三司の特権を与えた。また、次男が県侯に封じられたが、劉弘は上書してこれを固辞し、認められた。

### 司馬越に協力
当時、河間王司馬顒・成都王司馬穎が朝政を専断しており、東海王司馬越らはこれに反発して兵を挙げたので、大規模な内乱に発展していた。
11月、司馬顒配下の張方は恵帝を引き連れて長安への遷都を強行した。その為、司馬顒は恵帝を擁して強大な権力を手にするようになった。
永興2年（305年）8月、司馬顒に味方していた平南将軍・彭城王司馬釈が宛城へ入ると、劉弘はこれを撃破して追放した。
10月、司馬顒は劉弘を傘下に引き入れようと思い、恵帝を介して詔を下し、司馬顒一派の豫州刺史劉喬の後援となり、司馬越一派の劉輿・劉琨兄弟を討つよう命じた。劉弘は劉喬と司馬越に手紙を送り、争いを止めて共に皇室を援けるよう呼びかけたが、二人とも応じなかった。その為、劉弘は恵帝へ上書し「近年、兵禍が相次いでおり、猜疑により群王が争うようになり、皇族に災難が訪れています。今日の忠臣は明日には逆臣となり、互いを糾弾し合っており、このような骨肉の禍は歴史上類を見ません。その結果、辺境の備えは無くなり、中華の蓄えも尽きてしまい、官員は国家を顧みずに小さな利益を貪るようになりました。万が一、四夷が虚に乗じて変事を起こしならば、外に対する備えがない我々は自ら国を夷狄に捧げることになりましょう。司馬越らに詔を発し、双方の猜疑を解消させ、各自の職責を全うさせるべきです。今後、詔書に逆らって兵馬を動かす者は、天下が協力して征伐すべきです」と述べたが、司馬顒は劉喬を信頼していたので、劉弘の上書を無視して司馬越との抗戦を続けた。
劉弘は司馬顒の側近である張方が悪辣である様を見て、司馬顒の敗亡は必至であると確信していたので、司馬越に使者を送って彼の味方となった。
この時、八王の乱と各地方の内乱により天下は大いに乱れていたが、劉弘の統治する江漢だけは良く治まっており、その威光は南方に行き渡った。劉弘は太守・相を任命・解任する度に直筆の手紙を送り、丁寧に親密に接したので、人々は大いに喜び、争って彼の下を訪れるようになり、みな「劉公から1枚の文章を頂くのは、10部の従事が督促するのに勝る」と言ったという。以前の広漢郡太守辛冉は劉弘に荊州で自立するよう勧めたが、劉弘は激怒して辛冉を処断した。

### 陳敏を阻む
同年末、右将軍陳敏が江南で決起して揚州を攻略すると、兵を率いて西上を目論んだ。劉弘は自らの南蛮校尉の職を解いて以前の北軍中候蒋超に与えると、江夏郡太守陶侃・武陵郡太守苗光らを統率させ、大軍を与えて夏口を守らせた。また、南平郡太守応詹を寧遠将軍とし、3郡の水軍を与えて蒋超の傘下に入るよう命じた。司馬顒もまた配下の張光を順陽郡太守に任じて陳敏討伐に当たらせた。
陶侃と陳敏は同郡出身であり、同じ年に官吏になった間柄であったので、隨郡の内史である扈懐は劉弘の面前で陶侃を讒言し「陶侃は陳敏と同郷の誼があり、郡太守の地位にあって強兵を統領しております。もし彼に異心があれば、荊州の東大門は既に失陥したも同じです。」と説いたが、劉弘は「陶侃は忠義に篤く実直であり、才知に長けている。我はずいぶん古くから彼の事をよく理解している。どうしてそのような考えを抱くというのか。」と言い、取り合わなかった。このことが陶侃の耳に入ると、直ちに子の陶洪と兄子の陶臻を劉弘の下に人質として送り、劉弘へ自らの忠誠を伝えた。だが、劉弘は彼らを参軍に任じると、恩賞を与えて陶侃の下へ返してやった。その去り際に「賢叔（陶侃のこと）は出征に出ており、祖母は高齢であるから、汝らは帰るべきだ。田舎の匹夫でも互いに付き合えば裏切らないというのに、ましてやそれが大丈夫であるならなおさらであろう。」と話した。
陳敏は陳恢を荊州刺史に任じて武昌を攻めさせると、劉弘は陶侃に前鋒督護を加えて諸軍と合わせて陳恢を迎撃させた。陶侃は陳恢に連勝し、さらに皮初・張光・苗光と共に陳敏配下の銭端を江夏郡境の長岐で破った。陳敏は結局最後まで荊州の国境を犯すことは出来なかった。
南陽郡太守衛展は劉弘へ「先の彭城王（司馬釈）が東へ逃走した時、義に背いた発言がありました。張光もまた太宰（司馬顒）の腹心であるので、これを斬って態度を明確になさるべきです」と進言したが、劉弘は「太宰の失政は張光の罪ではない。人を危めて自分の安全を求めるのは君子の成すことではない。」と言った。衛展はこれにより劉弘を恨んだという。劉弘は反乱鎮圧に貢献した張光の功績を称え、官位を昇格させるよう朝廷に上書した。

### 晩年
光熙元年（306年）、車騎将軍に昇進し、以前の官職はこれまで通りであった。
司馬穎が戦に敗れると南に逃走を図り、封国の成都に帰還しようとしたが、劉弘はこれを阻んだ。
司馬越が恵帝を奪還すると、劉弘は参軍劉盤を督護として恵帝の護衛を命じ、諸軍を率いさせて合流させた。8月、劉盤が役割を果たして帰還すると、劉弘は老齢を理由に刺史と校尉の官職を返上し、適切に所部へ分けて授けるよう朝廷に書を奉った。だが、朝廷に到着する前に襄陽にて亡くなった。荊州の士女は皆非常に悲しみ、それは肉親を失ったかのようであった。朝廷は劉弘を新城郡公に封じ、元公という諡号を贈った。

### その後
劉弘の死後、司馬郭勱が乱を起こして司馬穎を迎え入れようとしたが、治中郭舒は劉弘の子である劉璠を奉じてこれに対抗した。劉璠は父の遺志を継ぎ、墨（喪章）を付け、府兵を率いて郭勱を破ってこれを切り捨てた。これにより、人心は安定した。朝廷は劉弘・劉璠父子の忠節を喜び、東海王司馬越は自ら文章を書いて劉璠を賞賛した。
その後、高密王司馬略が劉弘に代わって刺史となったが、彼は盗賊が蔓延るのを抑える事は出来なかった。だが、朝廷が詔を下して劉璠を順陽内史に任じると、江漢の民心は一つになったという。後に司馬略が死去すると山簡が後任となったが、山簡は劉璠が民心を得ていた事から、民衆が彼を擁立して蜂起するのを恐れ、上表してこの事を朝廷に告げた。これにより劉璠は越騎校尉に任じられて洛陽に帰還するよう命じられた。劉璠はまたその意図を察し、すぐさま洛陽へ帰還した。これ以降、荊州の地は大いに乱れたので、荊州の父老は劉弘の功徳を思慕した。甘棠の歌（周の召公の善政を称えた歌）であっても、荊州庶民の劉弘への懐念には及ばなかったという。

## 逸話
- ある時、劉弘は夜中に目を覚ますと、城上で見張役の苦しみ嘆く声を聞いたので、何事かと思い呼び寄せた。その者は60歳を越えており、やつれ果てて服も満足に着ていなかった。劉弘はこれを哀れに思い、彼の上司を叱責し、彼に衣類と帽子を与えて別の役職に移らせた。
- 古い制度では、峴山・方山の沢で民が魚を捕えるのを禁じていたが、劉弘は文章を下して「礼記によるならば、名山の大沢は封鎖すべきではなく、民衆と利益を共有すべきとある。今、公府が密かにこれらを搾取し、民衆に恩恵が与えられないのは、まさしく不当であり、速やかに改正すべきである」と述べた。また、劉弘は「酒蔵には斎中酒（神仏用）、聴事酒（役人用）、猥酒（百姓用）があり、同じ麹米を用いているのに、優劣が三つに分かれてしまう。しかし、醪の状態では3酒の差などないであろう」と語っていたという。
- 当時、総章・太楽・伶人（いずれも朝廷で歌舞を司る役職）が中央の混乱を避けて荊州に逃れていた。ある者は劉弘へ、彼らに楽を作らせるよう勧めた。しかし、劉弘は「かつて、劉景升（劉表）は礼楽が崩壊していた事から、杜夔に命じて天子の音楽を作らせた。音楽が完成すると庭で演奏させようと思ったが、杜夔は『天子のために音楽を為したというのに、これを庭先で演奏するのは将軍の本意ではないでしょう』と述べたという。我はこれを聞くと、いつも嘆息させられるのだ。今、天子は乱の渦中にあって苦しまれておられるのというのに、我は臣下としての節義を全うする事ができずにいる。たとえ家伎であっても演奏させるには耐えないというのに、ましてや天子の音楽など猶更である」と述べ、郡県に命じて彼らを慰撫させ、朝廷の連絡を待って丁重に送り返し、元の官署に戻させた。
- 陶侃が張昌を破った時、劉弘は感嘆して陶侃へ「我がかつて羊公（羊祜）の参軍であった時、羊公は『我の後には君がその地位に至るだろう』と言ってくださった。今、汝を観察するに、汝こそが我の後を継ぐ者であるな」と称えた。後に陶侃は、荊州で大いにその名を馳せる事になる。
- 永興年間、劉弘が鎮南将軍であったころ隆中において、蜀漢の丞相諸葛亮の故宅を訪れ、石碑を立てて郷閭にその事跡を表彰した。

## 伝記資料
- 『晋書』巻66　列伝36
- 『資治通鑑』巻85 - 巻86

1. ↑  『三國志』裴注の引く『晉陽秋』：「劉弘字叔和，熙之弟也。」
2. ↑  『晉書』「劉弘傳」